# Schröderriten
Schröderriten är ett frimureriskt ritualsystem som skapades i Tyskland på 1790-talet genom att sammanföra tyska och engelska traditioner. Schröderriten arbetar i de så kallade blågraderna, lärling, medbroder (gesäll) och mästare.
Schröderritens skapare var Friedrich Ludwig Schröder (1744-1816), dramatiker, skådespelare och direktör för, samt ägare av, stadsteatern i Hamburg. Schröder initierades i frimureriet 1774 i logen Emanuel zur Maienblümen. Strax därefter bildade han en så kallad vinkelloge, Elise zum warmen Herzen, där han avsåg att samla skådespelare och dansare. Logen arbetade efter det Zinnendorfska systemet som är en variant av 1770-talets svenska system. Logen lades ner 1777. 
1787 valdes Schröder till logemästare. I samband med det inledde Schröder arbetet med att reformera ritualer. Främst var Schröder kritisk till de höggrader som under senare delen av 1700-talet spred sig från Frankrike. Den förste att härleda frimureriet från korstågen och de gamla riddarordnarna var Andrew Michael Ramsay i ett tal 1736 vid installationen av den franske stormästaren Charles Radclyffe.  Ramsays tal inspirerade de franska logerna till den första höggraden, en ”skotsk grad”. Den skotska graden var en utbyggnad av mästaregraden och blev mycket populär. Vilket snart ledde till att en mängd höggrader skapades. Snart var det frimureriska ordenslivet fullt av nya grader ordensband, prydnader, ceremonier, dräkter och ämbetstitlar. 
Schröder ansåg att den snabba spridning av dessa nya grader var olycklig och avsåg med sitt reformarbete att återvända till vad han menade var frimureriets grundvalar. Frimureriets ursprung sökte Schröder i England därifrån det kommit till Tyskland. Hans forskning i frimureriets urkunder resulterade i skriften ”Materialien zur Geschichte der Freimaurerei seit ihrer Entstehung 1723.“
Schröder avsåg att återskapa en mer ”ursprunglig ritual” utifrån sin forskning, vilket innebar att han förkastade de nya höggraderna och fokuserade på de tre så kallade blågraderna, lärling, medbroder (gesäll) och mästare. 
I ett logearkiv i södra Tyskland fann Schröder en ritual som han menade var den äldsta bevarade. James Andersons ”the Book of Constitution” och Samuel Prichards ”Three Distinct Knocks at the Door of the most Ancient Freemasonry” (1760) och ”Jachin and Boaz: An Authentic Key To The Door Of Freemasonry” (1762) var också viktiga källor. 
1801 presenterade Schröder sin rit inför Provinsialstorlogen i Nedersachen (senare Storlogen i Hamburg) som beslutade sig för att anta ritualen för sina underlydande loger.

## Ritens utbredning
I Tyskland arbetar 33 frimurarnas loger, under Die Großloge der Alten Freien und Angenommenen Maurer von Deutschland, och därmed ungefär en tiondel av alla tyska frimurare i schröderriten. I andra europeiska länder, särskilt i Schweiz, det finns också Schröderloger. I Brasilien finns det 76 loger. Det finns även loger bland annat i Chile, Argentina, Spanien och i Danmark arbetar de tre logerna i Johanneslogeförbundet (under den danska kristna frimurareorden) i schröder-riten . Till Sverige kom riten med John Trollnäs som grundade logen De Trenne Pyramiderna i Lund 1951.